# コス (企業)

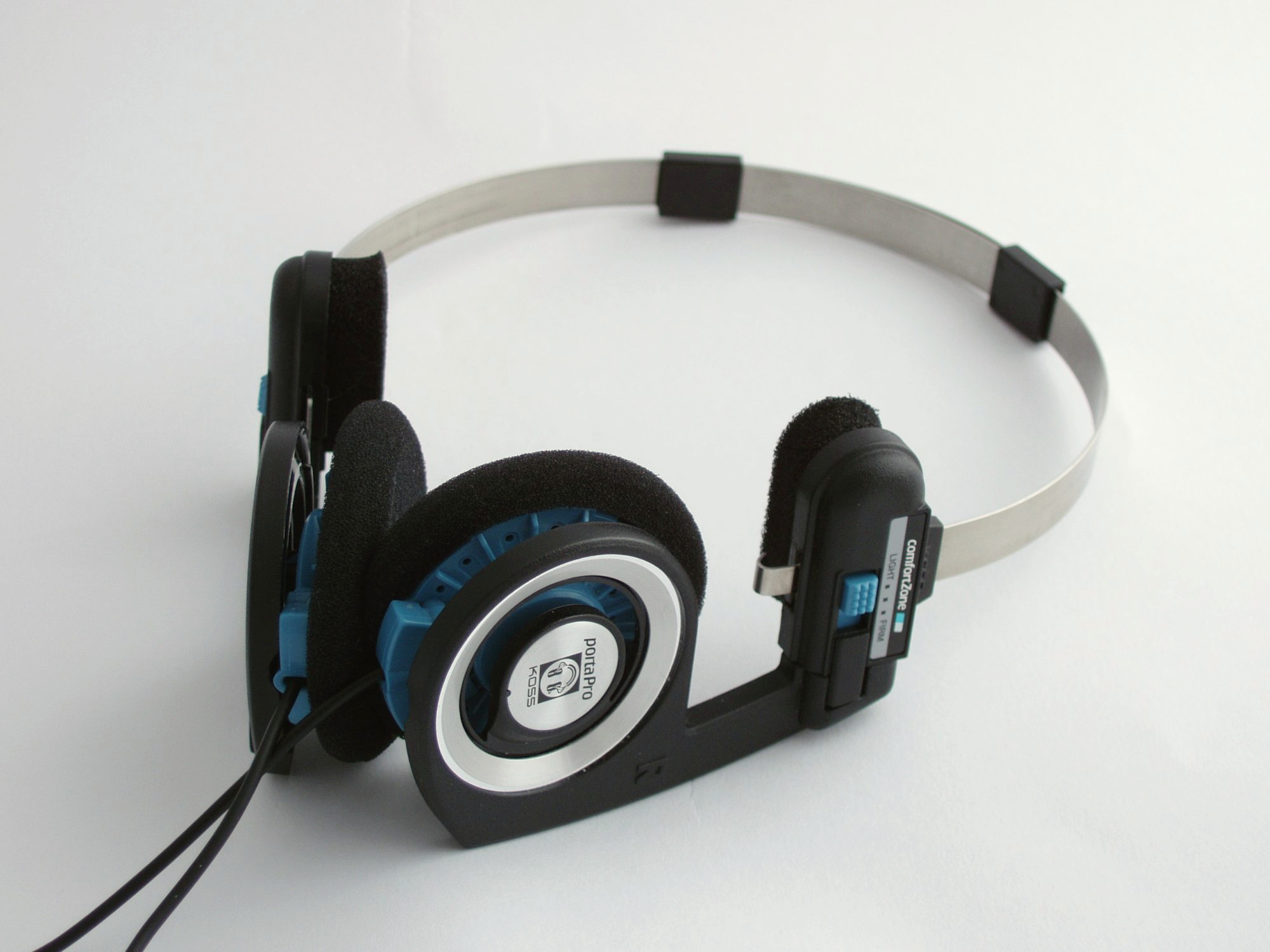
PortaPro

コス (Koss Corporation) は、ヘッドフォンの設計および製造を行っているアメリカ合衆国の企業である。
同社は1953年にジョン C. コスによって初めは病院テレビの貸し出し企業として合衆国ウィスコンシン州ミルウォーキー市に設立された。その後1991年にコス オーディオ＆ビデオエレクトロニクスが合衆国ミズーリ州ヘイズルウッド市内で別会社として一般家電製品の製造・販売を開始した。
同社はこれに加えて独自のブランドでヘッドフォンを販売し、コスのヘッドフォンはラジオシャックの認可を得てラジオシャックのヘッドフォンとしてイメージを変えて同社の小売店で販売されるようになった。これらのヘッドフォンには通常同社の同じドライバユニットが使用されており、これはミニジャックコネクタにコスのロゴが刻印されていることによって見受けることができる。ラジオシャックはこれらをチタンダイアフラム使用ヘッドフォンとして販売した。
同社の有名な製品にはカナルタイプのThe PlugとThe Spark Plugなどがある。